# Caroline Ithurbide
Caroline Ithurbide, nacida el 21 de julio de 1979 en París, es una periodista y presentadora de televisión francesa.

## Prensa escrita
Después de un doble máster en comunicación y en  lenguas extranjeras aplicadas, se orienta hacia el universo de la moda. Su formación le abre las puertas de revistas como  Citizen K, Vogue y Vogue Hombres para las que escribe numerosos reportajes, retratos y entrevistas. Luego se encamina hacia la televisión.

## Televisión

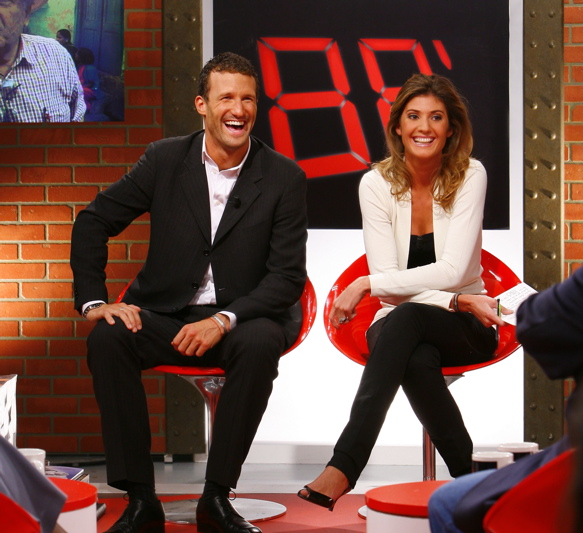
Boris Ehrgott y Caroline Ithurbide en el plató de 88 minutos, en enero de 2008.

En marzo 2005, es elegida por Vincent Bolloré y Philippe Labro para participar en la creación de la redacción de Direct  8. Después de haber presentado el matinal (de 7:00 a 9:00h) junto a Boris Ehrgott y el flash infos, presentó con él el talk-show 88 Minutos (88'), un magacín semanal en directo y con público en el  que ha entrevistado a más de 700 personalidades.
En 2008, presenta la emisión Moda... de trabajo, una revista de 52 minutos que aunaba la moda, el bienestar y el coaching. 
A partir del 1 de febrero de 2010, ella copresenta la emisión 24h people junto a Allan Van Darc, una emisión diaria de 35 minutos en la que hace recuento de toda la actualidad de los famosos. Desde el 4 de abril de 2011, el programa fue rebautizado como 24h buzz, cambiando el copresentador de Caroline, que pasa a ser Laurent Artufel. Caroline Ithurbide abandona el programa de 24h buzz al quedarse embarazada, siendo sustituida temporalmente por Sandra Murugiah.
En septiembre de 2011, vuelve al programa Direct 8 para presentar la emisión diaria matinal Mi Bienestar junto al Dr. Jean-Michel Cohen, sustituyendo a Nathalie Simon.
A comienzos de 2012, Directo 8 ha sido recomprada y rebautizada D8. Caroline Ithurbide se une al equipo del Grand 8 para presentar una crónica (« En inmersión » después «Todo nuevo, todo Caro ») junto a Laurence Ferrari, Audrey Pulvar, Hapsatou Sy, Roselyne Bachelot y Elisabeth Bost. Más tarde, a partir de julio 2013, hace apariciones en la emisión de Cyril Hanouna, Touche pas à mon poste!, siempre en D8.
A principios de 2015, presenta en horarios de máxima audiencia la emisión de telerrealidad Adam recherche Ève en D8 y convirtiéndose en cronista titular de Touche pas à mon poste!. Por otra parte, continúa formando parte del equipo de Grand 8.
En 2016, sustituye a Bernard Montiel en la presentación de la emisión de diversión El Grande Bêtisier de D8 al lado de Justine Fraioli. Presentará también L'Amour Food, una emisión de dating.

## Vida privada
Caroline Ithurbide comparte su vida con el presentador Boris Ehrgott con el que tiene dos niños, Gaspard Ruben (nacido en 2008) y Ámbar Lilah (nacida en 2011).